# بایارد سور مرن
بایارد سور مرن (به فرانسوی: Bayard-sur-Marne) یک کمون (فرانسه) در فرانسه است که در canton of Chevillon واقع شده‌است. بایارد سور مرن ۱۵٫۳۹ کیلومتر مربع مساحت دارد ۱۶۵ متر بالاتر از سطح دریا واقع شده‌است.